# Laureate Education
Laureate Education est une entreprise américaine basée à Baltimore. Laureate Education est une entreprise du secteur de l'enseignement, spécialisé dans l'enseignement post-secondaire non-géré directement par l'État.
Après être entrée au Brésil en 2005, Laureate a effectué 12 acquisitions et gère les études de 200 000 étudiants dans ce pays.
Le président honoraire (Dean) de Lauréate de 2010 à 2015 est Bill Clinton, ancien président des États-Unis.
En France, Lauréate était propriétaire jusu'en 2016 notamment des écoles de commerce ESCE Paris (École Supérieure du Commerce Extérieur et EBS Paris (European Business School), de l'école d'ingénieurs ECE Paris (École Centrale d'Électronique), de l'école HEIP (Hautes Études Internationales et Politiques) ainsi que l'IFG (Institut Français de Gestion). 
En 2016, Laureate vend son pôle français éducation au fonds d'investissement APAX Partners, déjà propriétaire de l'INSEEC.